# Суходол (Беловский район)
Суходол — деревня железнодорожной станции в Беловском районе Курской области. Входит в Беличанский сельсовет.

## География
Деревня находится на реке Псёл, в 80 км к юго-западу Курска, в 6,5 км к северо-западу от районного центра — Белая, в 7 км от центра сельсовета — Белица.
Климат
Суходол, как и весь район, расположен в поясе умеренно континентального климата с тёплым летом и относительно тёплой зимой (Dfb в классификации Кёппена).

## Население
| 2002 | 2010 |
| ---- | ---- |
| 200  | ↘126 |

## Инфраструктура
Личное подсобное хозяйство. В деревне 119 домов.

## Транспорт
Суходол находится в 5,5 км от автодороги регионального значения 38К-028 (Обоянь — Суджа), в 2 км от 38К-029 (38К-028 — Белая), на автодороге межмуниципального значения 38Н-520 (38К-028 — Суходол), в 5 км от ближайшей ж/д станции Псёл (линия Льгов I — Подкосылев).